# André Bazin
André Bazin (18. dubna 1918 Angers – 11. listopadu 1958 Nogent-sur-Marne) byl francouzský filmový kritik a teoretik. V roce 1951 byl spoluzakladatelem a poté prvním šéfredaktorem renomovaného filmového časopisu Cahiers du cinéma.
Tvrdil, že nejdůležitější funkcí kinematografie je realismus. Kvůli tomu mj. odmítal techniku montáže. Preferoval dlouhé záběry dokumentárního typu s vysokou hloubkou ostrosti, která umožní vnímat i dění na pozadí. Věřil, že interpretace celého filmu nebo konkrétní scény by měla být ponechána na divákovi. To ho postavilo do opozice vůči předchozím filmovým teoretikům. Ačkoli jeho brzká smrt ve čtyřiceti letech mu zabránila být přímým svědkem klíčových děl francouzské nové vlny, Bazinovy názory měly na její tvůrce velký vliv. Například François Truffaut dedikoval Bazinovi film Nikdo mě nemá rád (Les quatre cents coups). Sám Bazin ve svých textech vyzdvihoval zejména italský neorealismus.
Vystudoval École normale supérieure de Lyon, absolvoval v roce 1941. O filmu začal psát v roce 1943. Zemřel na leukémii. Posmrtně byla vydána čtyřsvazková sbírka jeho textů nazvaná Qu'est-ce que le cinéma? (česky vyšlo jako Co je to film?).